# WHO'S KNOCKING ON MY DOOR
『WHO'S KNOCKING ON MY DOOR』は、浅川マキの通算15枚目のアルバム。1983年8月1日に東芝EMI - EXPRESS・レーベル（現：ユニバーサルミュージック合同会社内EMIレコーズ・ジャパンレーベル）より発売された。

## 概要
- 後藤次利プロデュース。向井滋春、本多俊之、セシル・モンロー、トリスタン・ホンシンガーらが参加した、浅川マキの孤高の独自性が際立つ作品。この年に亡くなった寺山修司へのオマージュ的色合いも含んだ、15枚目のアルバム。[1]
- 1983年は8月に本作を発売したのを皮切り、10月に長谷川きよし『ネオン輝く日々』（浅川自身初となる他者へのプロデュース作品）、12月に本多俊之とのDUOアルバム『幻の男たち』を発売するなど、意欲的に作品制作をした年であった。
- アルバムタイトルの「WHO'S KNOCKING ON MY DOOR」という楽曲は存在しないが、日本語タイトルにした寺山修司作詞による「戸を叩くのは、誰」（アルバム『MAKI VI』収録）という楽曲が存在する。
- 2011年1月に、70年代アルバム10作、6月に、本作を含む80年代のアルバム14作がデジタルリマスタリングされた音源に、オリジナルレコード（LP盤）の歌詞カード（一部の作品に例外、及び色や紙質などの差異あり）、レコードレーベルを再現した、紙ジャケット仕様で復刻（このアルバムは今回の復刻で単独初CD化）。但し、帯は紙ジャケットシリーズで新たにデザインされたものに統一され、オリジナルレコード帯は再現されていない。また『WHO'S KNOCKING ON MY DOOR』（1983年）以降はオリジナルレコード盤に元々帯がなく、帯代わりのステッカー（シール）が添付されていたが、こちらも再現されていない。

## 収録曲
- 全編曲：後藤次利

### Side A
1. まだ若くて
  - 作詞[2]：浅川マキ／作曲：後藤次利

※歌詞にイヴ・モンタンとシモーヌ・シニョレが登場する。
※2011年初CD化盤はマスター・テープの劣化により、曲の冒頭に一瞬ドロップアウトが発生する。
2. ともだち
  - 作詞・作曲：浅川マキ
3. あの男がよかったなんてノスタルジー
  - 作詞：浅川マキ／作曲：後藤次利
4. 町の汽船
  - 作詞：浅川マキ／作曲：本多俊之
5. 時代に合わせて呼吸をする積りはない
  - 作詞・作曲：浅川マキ

10thシングル「コントロール」（B面）。
※タイトルの「時代に合わせて呼吸をする積りはない」の台詞を言ったのは俳優の原田芳雄である。[3]
浅川マキ自身もこの言葉に共感し、晩年までインタビュー等で度々口にしていた。[4]。

### Side B
1. 暮し
  - 作詞・作曲：浅川マキ
2. 霧に潜む
  - 作詞：浅川マキ／作曲：向井滋春
3. 最後のメロディ
  - 作詞：浅川マキ／作曲：後藤次利
4. コントロール
  - 作詞：浅川マキ／作曲：後藤次利

10thシングル（A面）。
本作は後に研ナオコがカヴァーしている。

## クレジット

### 演奏者
- 浅川マキ - Vocals
- 向井滋春（appears courtesy of Nippon Columbia） - Trumbone
- 本多俊之 - A.Sax、S.Sax、Flute、Piano
- 後藤次利（appears courtesy of CBS/SONY） - E.Bass
- セシル・モンロー - Drums
- トリスタン・ホンシンガー - Cello
- 大村憲司 - Guitar
- 国吉良一 - Synthesizer
- 松武秀樹 - Synthesizer Programmer

### スタッフ
- 後藤次利 - Producer
- 柴田徹 - Producer
- 中曽根純也 - Director
- 吉野金次 - Recording & Mixing Engineer
- 坂元達也 - Second Engineer
- 田村仁 - Photographer
- 荒井博文 - Designer

### Special Thanks
- 関田博
- IMA
- 須藤力
- 関根有紀子
- 吉井廣光
- 堀井豊二
- 北出敏久
- 京都・ピグノーズ
- 名古屋・鈴唐毛

## 発売形態
| 形態 | 発売日         | 品番       | 発売元                    | 備考 |
| ---- | -------------- | ---------- | ------------------------- | --- |
| LP   | 1983年08月01日 | ETP-90234  | 東芝EMI                   | オリジナル発売日。 |
| CT   | 1983年08月01日 | ZH28-1329  | 東芝EMI                   | |
| CD   | 2011年06月15日 | TOCT-27075 | EMIミュージック・ジャパン | 【初CD化】※完全限定生産盤 2011年デジタルリマスタリング/紙ジャケット仕様。 歌詞カードの紙質がオリジナルレコード盤と異なっている。 |